# 糖楓
糖楓（学名：Acer saccharum Marshall）是一種北美洲硬木森林原產的樹種，自加拿大新斯科舍省，向西分布至安大略省，並向南至美國喬治亞州及德州。

## 名稱来源
在美洲又別稱為硬楓（hard maple）、石楓（stone maple）、東部糖楓（eastern sugar maple）等英文俗名；法語（加拿大）俗名作"érable à sucre"。
在分類學上，被歸於無患子科，楓亞科（Hippocastanoideae），楓屬（Acer），屬下分類群為楓組（section: Acer），楓系（series: Saccharodendron）。學名由Humphry Marshall（1722年－1801年）於1785年發表。學名中種小名saccharum的希臘文為σακχαρον（saccharon），意指“由竹子萃取出的糖汁”。
糖楓在植物學舊的歸類是槭樹科槭屬 ，現已更正為無患子科楓屬。

## 形态特征

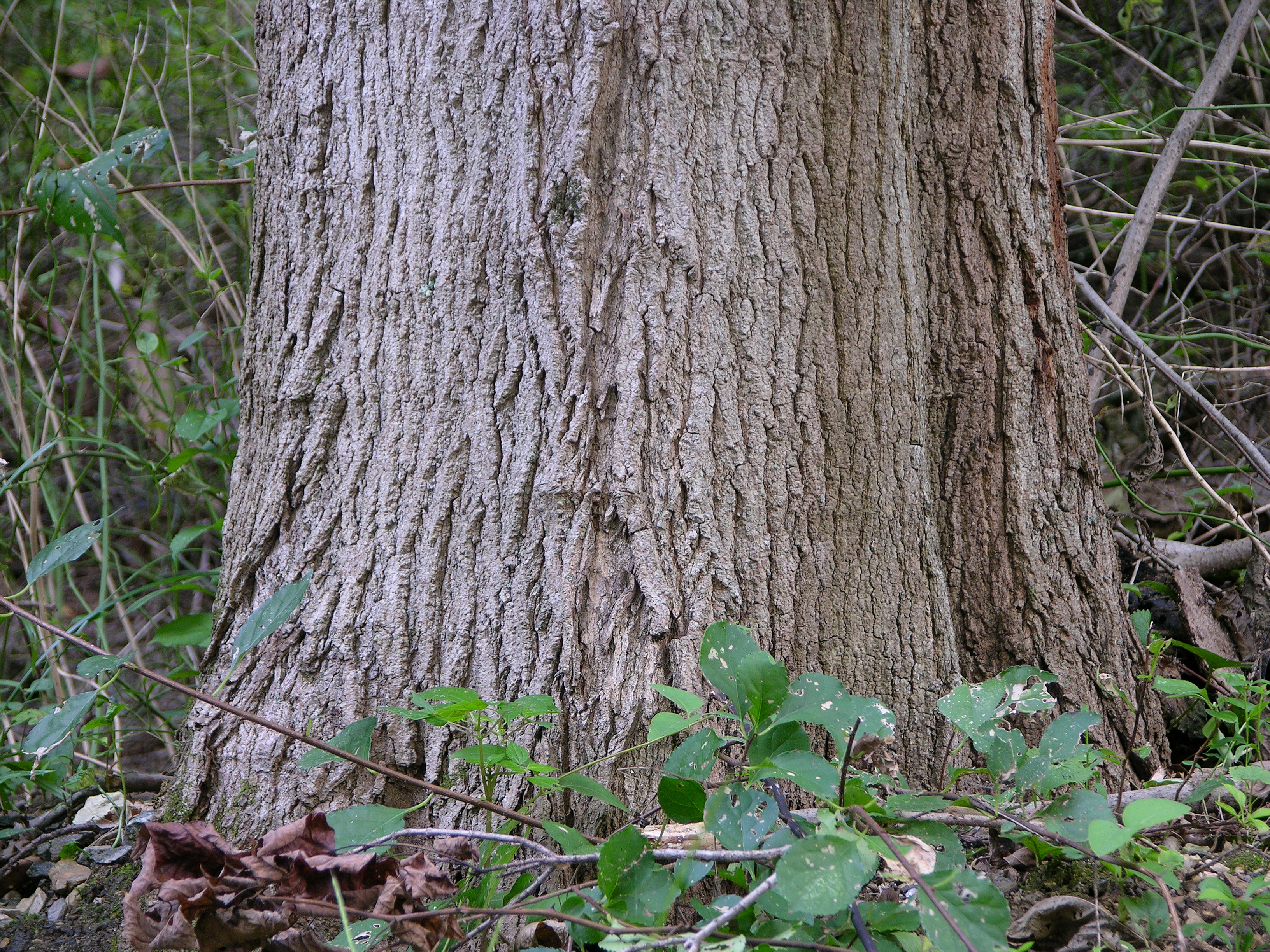
糖楓的樹幹（樹皮紋路）

糖楓是一種落葉樹種，高25至35米，且最高可達45米，一株十年齡的糖楓樹高約5米。被拿來製作楓糖漿的樹液呈透明（非混濁乳白色，可藉此與外形近似的挪威楓（Acer platanoides, Norway maple）辨別）。
葉長寬約相等，8至15厘米長，五裂，當中央的裂瓣相當大且其裂極深時，近基部的裂瓣則會變得相當小。
秋天葉色極為顯眼，顏色由亮黃色、橙色到亮橘紅色。且秋天變色時常會呈現不均勻的顏色分布。成熟的老樹常會較其他植株提早變色，而幼樹常常是由綠色直接變為褐色之後落葉。

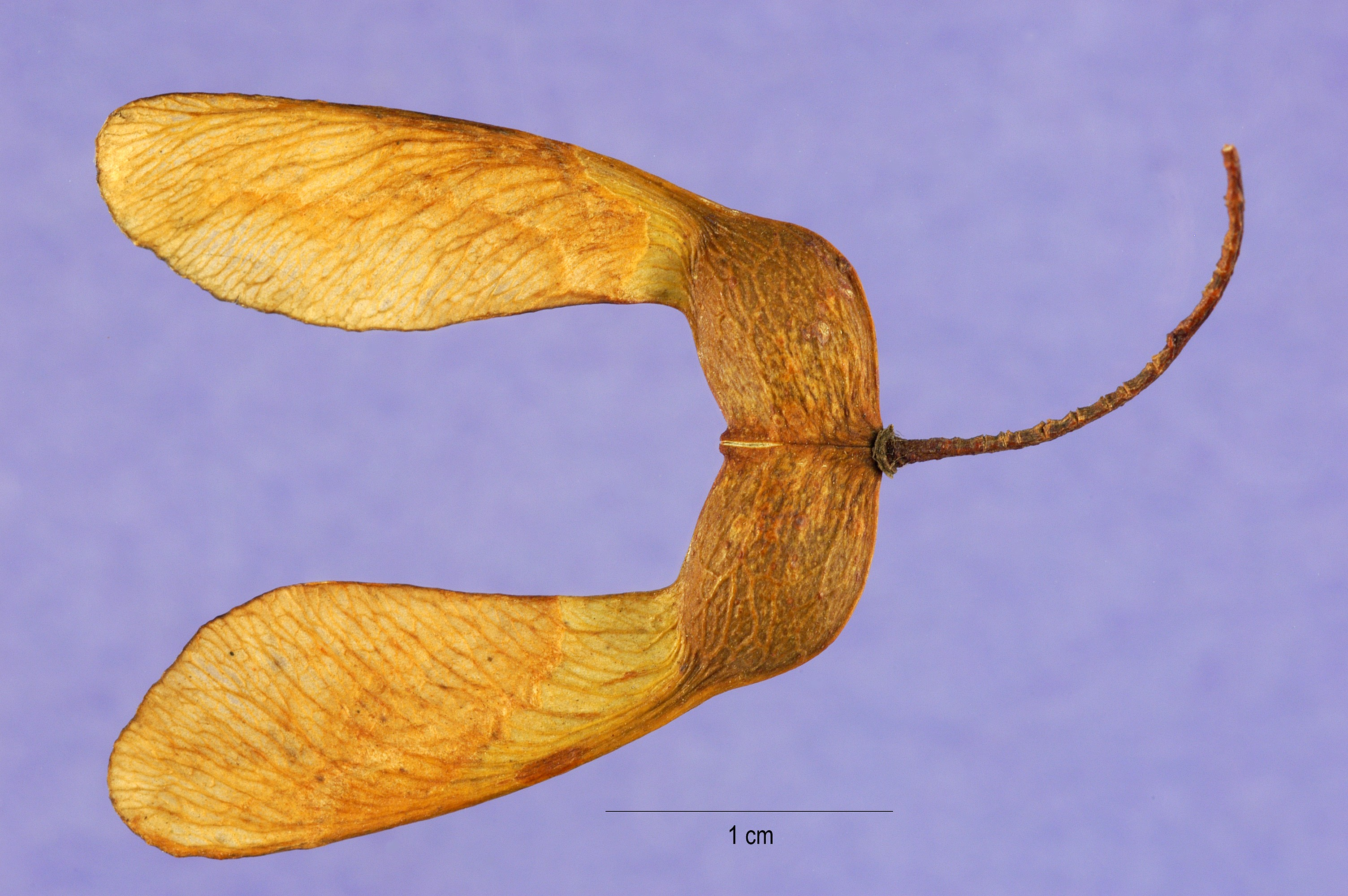
糖楓的翅果

約5至10朵花形成繖房花序，花無花瓣。早春開花。
果實為翅果（具兩瓣具翅的離果），種子球形，直徑約7至10毫米，薄膜狀的翅長約2至3厘米，秋天成熟。
糖楓與黑楓（Black maple, Acer nigrum）親緣相近，有些分類學者會把黑楓歸入本種。產於北美西部的粗齒楓（Bigtooth Maple, Acer grandidentatum）亦常被某些分類學家歸入本種，成為本種的變種。

## 生态关系

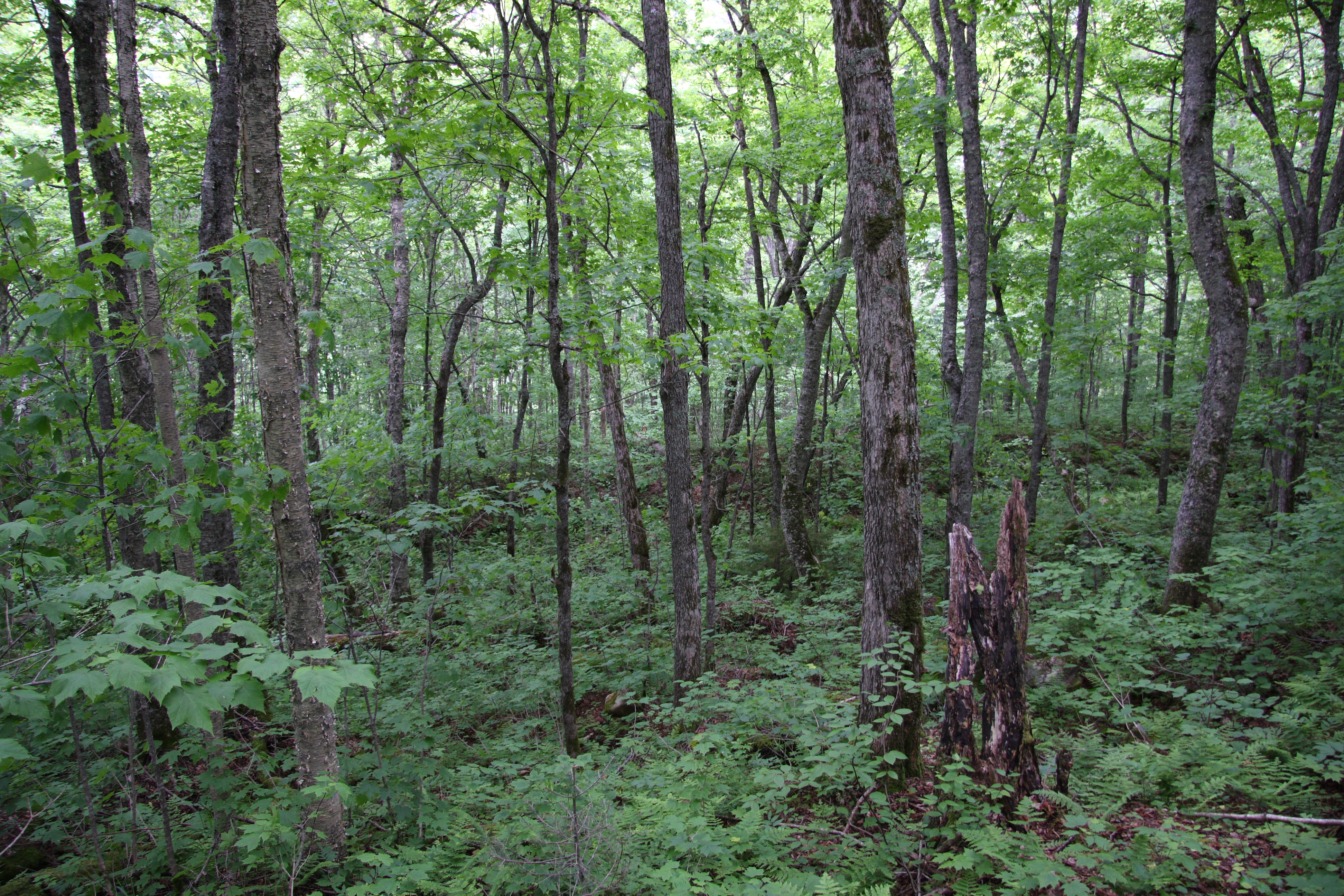
加拿大魁北克雅克-卡蒂耶國家公園的糖楓－黃樺林

糖楓的純林極常見，是北美中部、北部硬木林的主要成分，故對北美洲的森林生態而言，本種佔了極重要的地位。在北方，它形成山毛櫸－楓林與糖楓－黃樺林，是山毛櫸林（北美山毛櫸，殼斗科）最北界線之外的重要森林種類。常見有糖楓為主要組成的森林還有：糖楓－椴樹林、糖楓－美洲梣林、糖楓－鐵木－紅橡林等。
糖楓是大喬木中最耐蔭的植物之一，北美洲的僅有樹形較小的條紋楓（或稱賓州楓，Acer pensylvanicum）的耐蔭度超過它。其耐蔭的能力使它在較為鬱閉的森林仍能保證種子發芽，且以森林底層植物的生態角色成長良好，並且能在樹冠有破空時有很快的成長速度（以突破樹冠層）。
糖楓的根系具有能將較深層含水高的土層中的水，重新使之分布於較淺層而乾燥的土層，這不但對於它自己有益，也對生長在其根系附近的植物有益。
人類的活動在許多地方對糖楓的生長造成影響，特別是成熟的糖楓林，由於人類的砍伐，許多隨機出現的種類（非原生優勢種）取代了糖楓在森林中的角色，改變了原本的森林組成及結構。糖楓亦有較其他楓樹樹種對污染更敏感的特性，酸雨及土壤酸化是造成楓樹森林退化的可能原因，加上數十年來日漸增加的街道除冰劑，更造成大批糖楓死亡。
北美洲有些地方，糖楓被換成耐污染性較高，且具有同樣高耐蔭度的挪威楓，特別是城市化較深的都會區，以適應越來越頻繁的人類活動的影響。

## 栽培利用

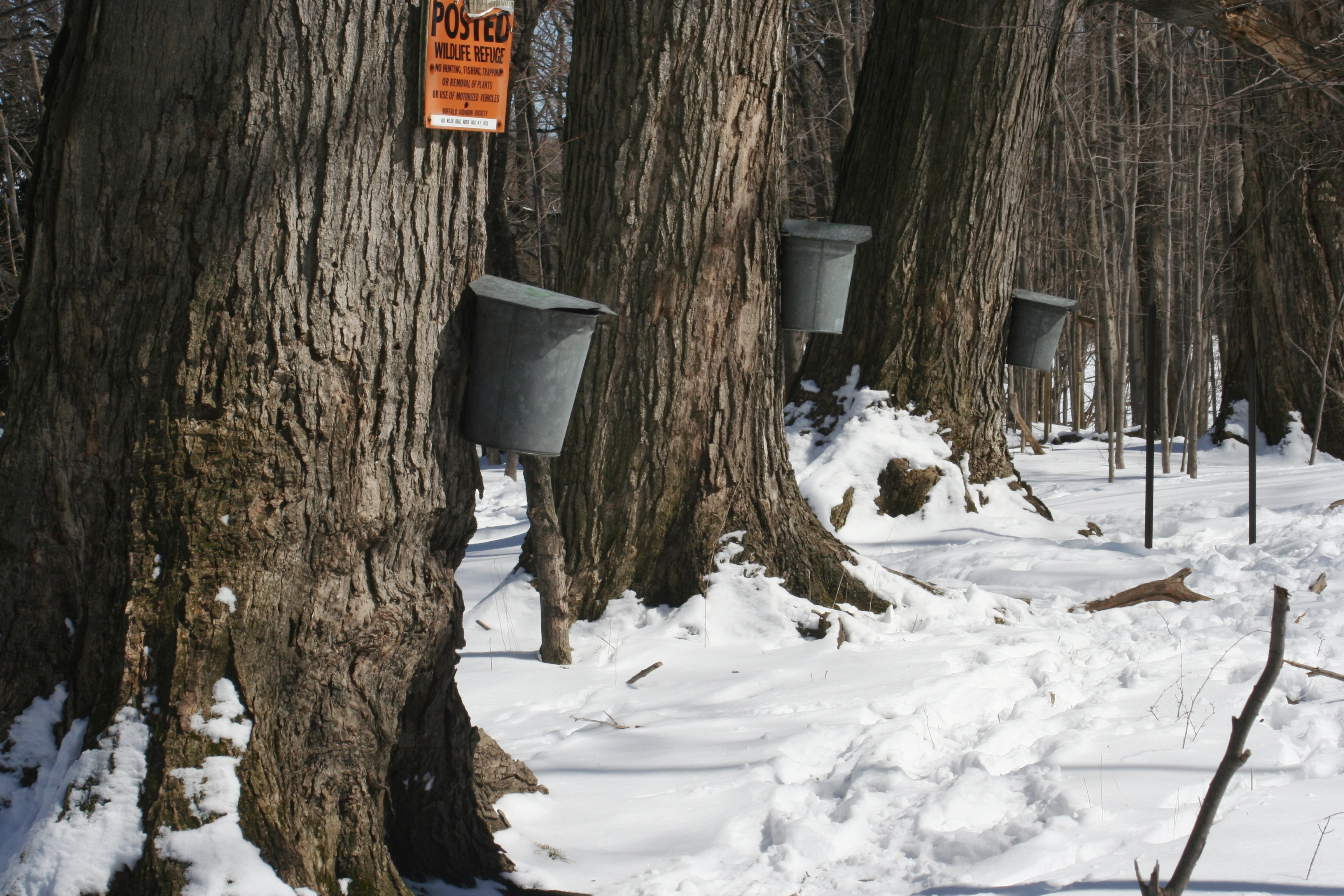
收集糖楓的樹液

糖楓與黑楓的樹汁（樹液）是加拿大所生產的楓糖漿最主要來源（楓糖漿的原料樹種還有其他數種楓樹），但糖楓所製造出來的被認為帶有苦味。
糖楓的木材是硬度高，且最為緻密的楓樹之一，約740公斤/每立方米，且為最珍貴的傢俱及地板原料。
保齡球道及保齡球瓶便常用糖楓的木材為材料。糖楓的木材亦被拿來應用於籃球場，如NBA的地板；糖楓與美國梣同為棒球棒的熱門材質。撞球球桿，滑板亦可見到採用糖楓木材為原料。
糖楓亦被用於製造樂器，如提琴類樂器的側邊及背面，吉他的頸部，以及鼓殼。
有些植株的木材其紋理為波狀、卷曲或被稱為鳥眼紋者，是特別具有經濟價值的，由於其美觀及稀有度，最常應用於樂器及珠寶盒的材料
糖楓由於容易栽植與移植，成長速度相當快，加上秋天具漂亮的顏色，是種很討喜的街樹及庭園樹木。其樹蔭的遮蔽，與其多鬚根的根系會影響其樹蔭下的草地生長狀況。雖然它可以在沙質土壤長得不錯，最佳的土壤基質是排水良好的壤土，稍微黏土質土壤也可以，但是如果排水不良的基質便極不合適。它對鹽類的耐受度極低，對硼尤為敏感。

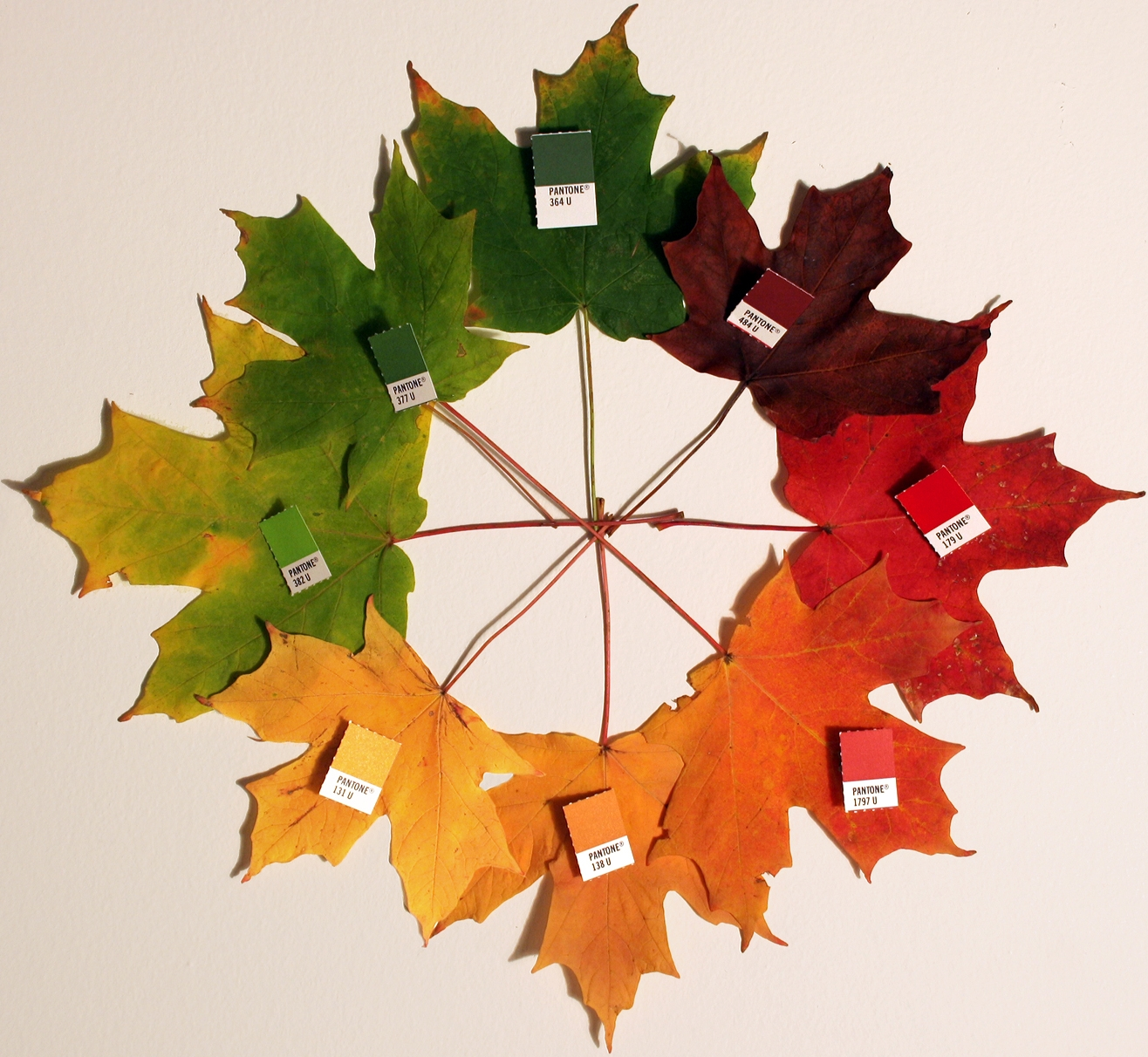
秋天葉子變化序列

## 品系列表
下列為糖楓的各個品系名稱：
- 阿波羅（'Apollo'）－樹冠柱狀。
- 箭頭（'Arrowhead'）－樹冠為金字塔形。
- 'Astis'（Steeple）－耐熱，適應美國東南部的氣候；樹冠卵形。
- 'Bonfire'－生長速率快。
- 'Caddo'－極能適應乾旱與高熱的北美洲南方之自生品系，為北美大平原絕佳選擇。
- 細柱（'Columnare'），或稱為紐頓哨兵（'Newton Sentry'）－樹冠極瘦長形。
- 秋祭（'Fall Fiesta'）－葉質粗糙，秋季時葉色繽紛，木材硬度較平均為高。
- 金頂（'Goldspire'）－秋天樹冠顏色為金黃色。
- 綠山（'Green Mountain',（PNI 0285））－葉片能抗旱耐熱，樹冠為卵形，木材極硬，可媲美統一（'Unity'）的程度。
- 遺產（'Legacy'）－強健，具活力，且受歡迎。
- 紀念碑（'Monumentale'）－樹冠柱狀。
- 甜蜜樹蔭（'Sweet Shadow'）－其葉緣蕾絲狀。
- 廟柱（'Temple's Upright'）－樹冠細，幾近於細柱（'Columnare'）。
- 統一（'Unity'）－源自於加拿大的曼尼托巴省，為木材硬度最高的品系之一。

## 文化象征

### 加拿大國旗
糖楓的葉形與加拿大國旗當中的紅色楓葉極近似，有說法即是取自糖楓，且加拿大的楓糖製品多有此典型的圖案。

加拿大國旗上的紅色楓葉與糖楓的葉形極為形似。

### 美国州树
糖楓是美國數個州的州樹：紐約州、佛蒙特州、西維吉尼亞州、威斯康辛州。